# Comaster
Genre
Synonymes
- Comanthina AH Clark, 1909

Comaster est un genre de crinoïde de la famille des Comasteridae (ordre des Comatulida).

## Description et caractéristiques
La bouche est excentrée à l'âge adulte. Les bras sont très nombreux, jusqu'à 180, et le centrodorsal petit, discoïdal ou pentagonal. Ce genre a généralement un petit nombre de cirrhes, courts (contrairement à Anneissia) mais fonctionnels (contrairement à Comanthus et Clarkcomanthus), toutefois chez certaines espèces ils disparaissent parfois chez les individus matures avec l'âge. Certaines pinnules orales portent de petits peignes (surtout sur les individus matures). Ce genre se distingue dans sa famille par les plaques irrégulières entre les bases des bras, formant un pavage aboral. 

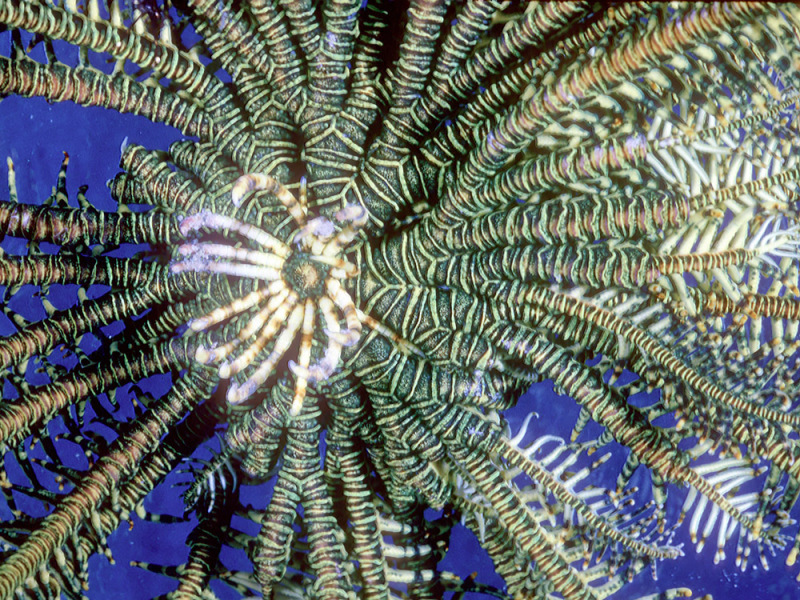
Le centrodorsal est petit, mais les bases des bras sont reliées par un dallage continu.

## Liste des espèces
Selon World Register of Marine Species (4 novembre 2014) :
- Comaster audax Rowe, Hoggett, Birtles & Vail, 1986
- Comaster multifidus (Müller, 1841)
- Comaster nobilis (Carpenter, 1884) (parfois traité comme synonyme ou variante de Comaster schlegelii)
- Comaster schlegelii (Carpenter, 1881)

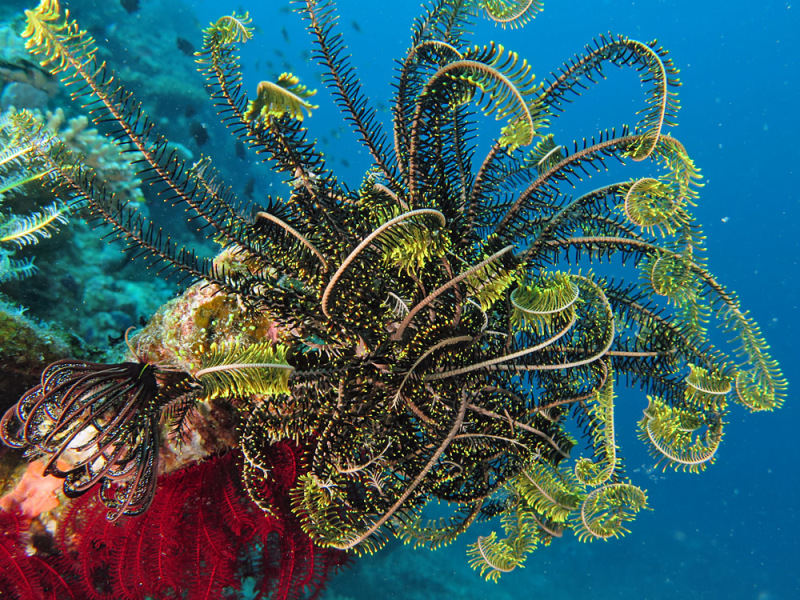
Comaster audax
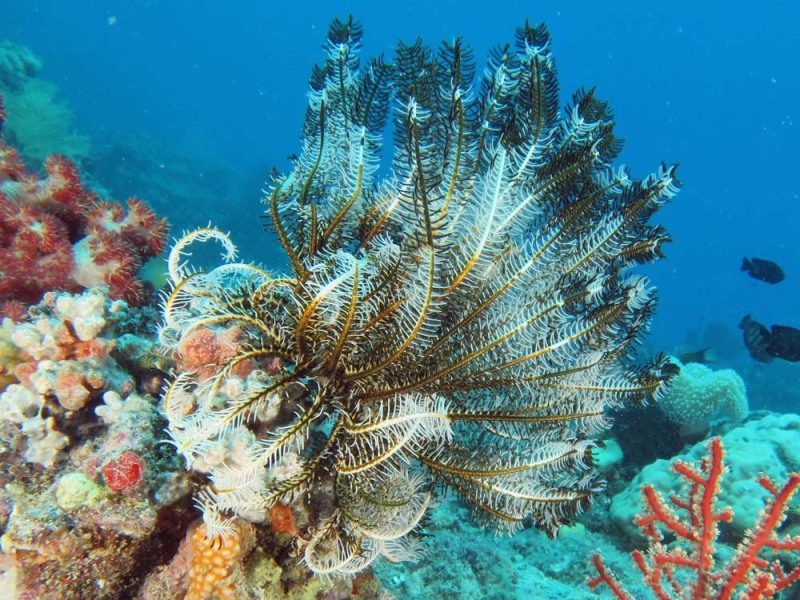
Comaster nobilis
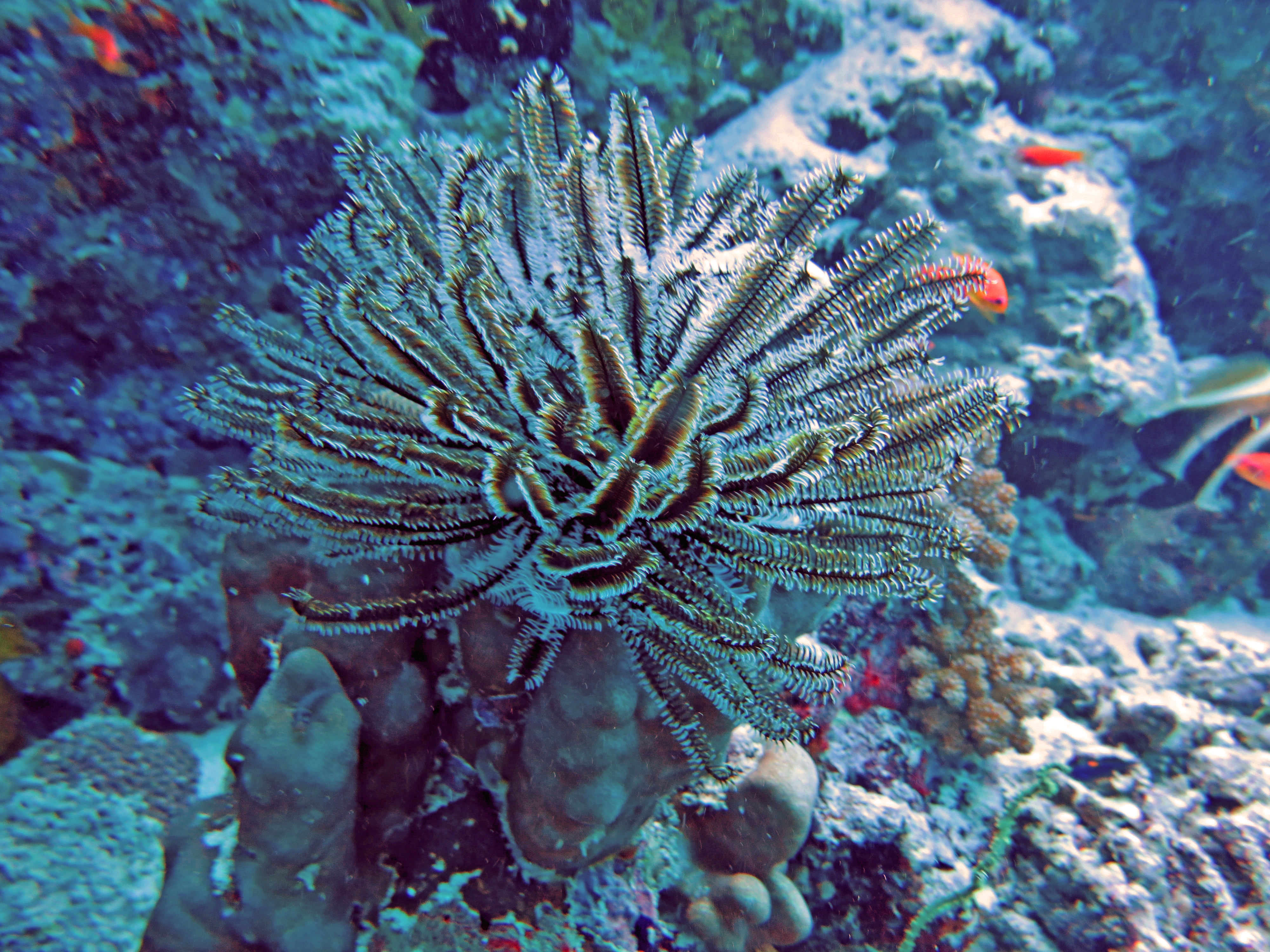
Comaster schlegelii
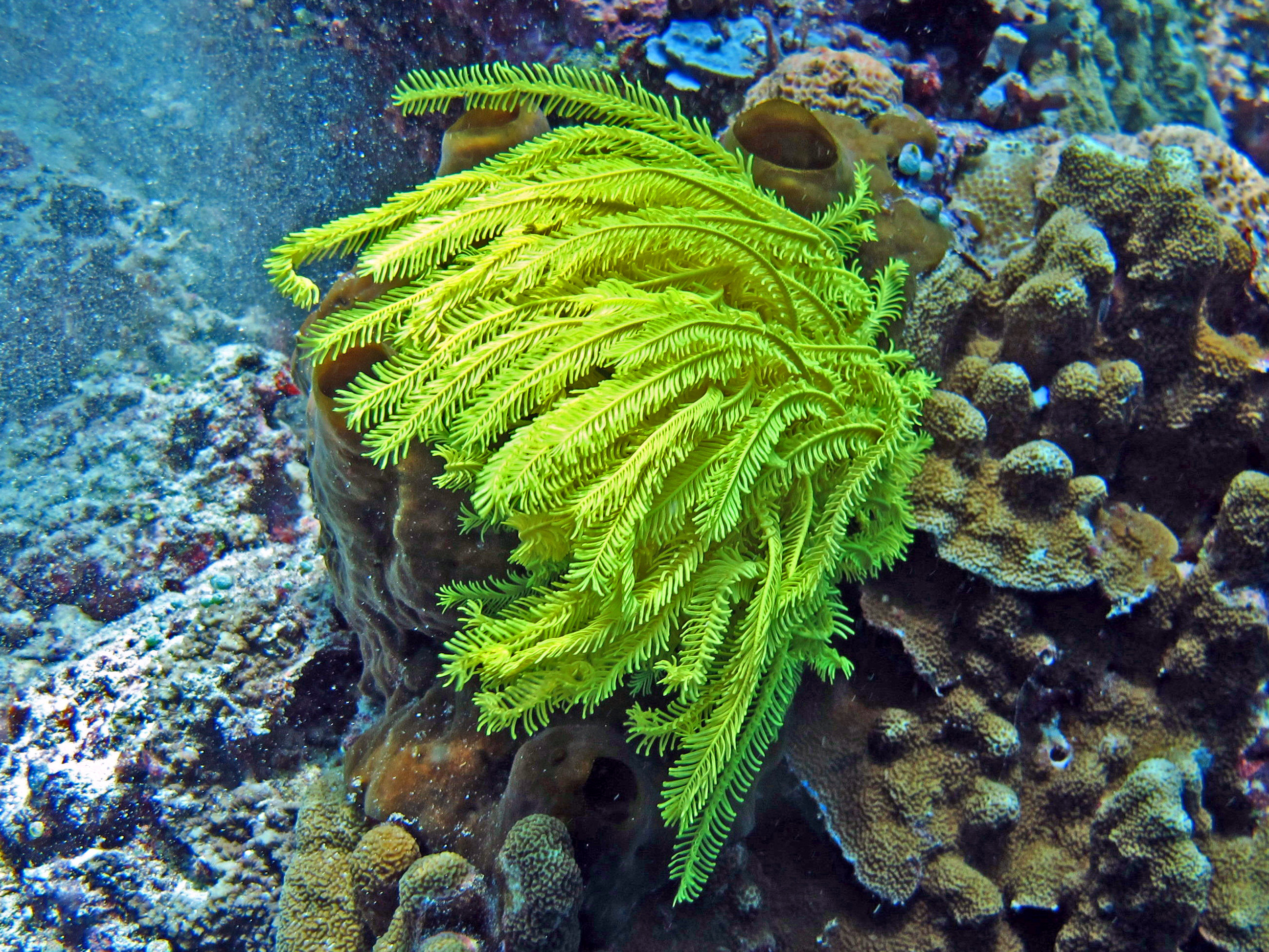
Comaster schlegelii variante jaune (classique aux Maldives)

## Systématique
Le nom valide complet (avec auteur) de ce taxon est Comaster L. Agassiz, 1836.
Comaster a pour synonyme :
- Comanthina AH Clark, 1909

## Publication originale
- Agassiz, L. (1836). Prodrome d'une Monographie des Radiaires ou Échinodermes. Mémoires de la Société des Sciences naturelles de Neuchâtel. 1, 168-199. lire